# Folkedrab
Folkedrab er den aktive og forsætlige handling at dræbe større befolkningsgrupper for at udrydde dem helt eller delvist. Eller gennem aktive og forsætlige handlinger indirekte at forårsage befolkningsgruppers død for at udrydde gruppen helt eller delvist. Folkedrab er en forbrydelse, der hører under forbrydelser mod menneskeheden. Ordet anvendes ofte synonymt med folkemord  . Folkemord er et bredere antropologisk udtryk, der omfatter undertrykkelse og ødelæggelse af et folkeslags livsgrundlag og/eller kultur for at fjerne befolkningsgruppen identitet og tvinge den til assimilation i en større gruppe. Alternativt kaldes folkemord for kulturmord eller etnocide .
Udtrykket tilskrives Raphael Lemkin, som kombinerede det old græske ord "genos" (folk eller race) og det latiske suffiks "-cædere" (drab) til "genocide". Efter 2. verdenskrig og især nazisternes forbrydelser mod menneskeheden vedtog FN en folkedrabskonvention : Konvention om forebyggelse af og straf for folkedrab Arkiveret 27. juli 2014 hos  Wayback Machine.
På trods af den klare juridiske definition har det vist sig, at visse hændelser er vanskelige at karakterisere som folkedrab - oftest af politiske årsager. Både anklager om og afvisning af folkedrab kan have politiske motiver, da klassificeringen kan have relevans for retten til territorier eller erstatning og anden forpligtelse over for ofrene eller det internationale samfund. Derudover kan anklager om folkedrab være et effektivt politisk værktøj, som både kan ødelægge en nations ære og en politikers karriere.